# Lethrus crassus
Lethrus crassus es una especie de coleóptero de la familia Geotrupidae.

## Distribución geográfica
Habita en Uzbekistán.